# Чунцин
Чунци́н (кит. трад. 重慶, упр. 重庆, пиньинь Chóngqìng) — муниципалитет центрального подчинения в центральной части Китая, крупнейший по площади из четырёх китайских административных единиц этой категории. Согласно переписи 2020 года, в Чунцине проживало 32,05 млн человек; при этом основная часть проживает вне урбанизированной зоны.
В 1929 году Чунцин официально получил статус города, в 1997 году был преобразован в муниципалитет центрального подчинения. Чунцин включает в себя городскую агломерацию с прилегающими к ней территориями.

## География
Расположен в Сычуаньской впадине и горах Улиншань. Граничит с провинцией Шэньси по горам Циньлин (хребту Дабашань).
Чунцин был заложен на месте, где река Цзялинцзян впадает в полноводную Янцзы. Когда 20 мая 2006 года строительство плотины «Три ущелья» было закончено, то образовавшееся водохранилище дошло до Чунцина, что дало возможность большим судам подходить к городскому порту. Расположение на восточном краю плодородного Красного Бассейна, рисовой житницы Китая, ускорило рост города. Город окружён тремя горными массивами: Дабашань на севере, Ушань на востоке и Далушань на юге. Из-за холмистого ландшафта Чунцин прозвали «горным городом» (Шаньчэн). Поэтому же это один из немногих городов Китая, где число велосипедов незначительно. Он находится на высоте 243 метра над уровнем моря.
Для отличия от всего «города центрального подчинения Чунцин» (то есть административной единицы), по отношению к собственно городу Чунцин и его ближайшим пригородам (населённому пункту; в официальной китайской системе понятия «населённый пункт» нет) в местной прессе часто используется неофициальный термин «главная городская зона» (кит. упр. 主城区, палл. чжучэнцюй).
Чунцин граничит с провинциями Хубэй и Хунань на востоке, Гуйчжоу на юге, Сычуань на западе и Шэньси на севере. Через территорию города центрального подчинения Чунцин протекают 80 рек, наиболее значительные из которых Янцзы, Цзялин, Уцзян, Фуцзян, Чицзян и Даниньхэ.

### Климат
Короткая и относительно мягкая зима и жаркое, с высокой влажностью воздуха лето. С октября до апреля повышенная влажность воздуха является причиной частых густых туманов, что дало городу прозвище «Столица туманов» (кит. упр. 雾都, палл. Уду).
Чунцин расположен в субтропической зоне. Средняя годовая температура + 18,8 °C. Зимой температура опускается до + 7—9°C, а летом колеблется между + 25—29 °C. Среднестатистическое годовое количество осадков лежит между 1100 и 1200 мм. Наиболее комфортное время года с апреля по октябрь.
| Показатель                            | Янв. | Фев. | Март | Апр.  | Май   | Июнь  | Июль  | Авг.  | Сен.  | Окт. | Нояб. | Дек. | Год    |
| ------------------------------------- | ---- | ---- | ---- | ----- | ----- | ----- | ----- | ----- | ----- | ---- | ----- | ---- | ------ |
| Абсолютный максимум, °C               | 18,8 | 27,6 | 34,0 | 36,5  | 38,9  | 39,8  | 42,0  | 43,7  | 41,9  | 37,4 | 29,6  | 21,5 | 43,7   |
| Средний суточный максимум, °C         | 10,4 | 13,6 | 18,6 | 23,9  | 27,4  | 29,8  | 33,7  | 33,9  | 28,5  | 22,0 | 17,3  | 11,7 | 22,6   |
| Средняя температура, °C               | 8,1  | 10,4 | 14,5 | 19,2  | 22,6  | 25,4  | 28,9  | 28,9  | 24,4  | 18,9 | 14,5  | 9,5  | 18,8   |
| Средний суточный минимум, °C          | 6,4  | 8,3  | 11,7 | 16,0  | 19,4  | 22,4  | 25,4  | 25,3  | 21,5  | 16,8 | 12,5  | 8,0  | 16,1   |
| Абсолютный минимум, °C                | −1,8 | −0,8 | 1,2  | 2,8   | 10,8  | 15,5  | 19,2  | 17,8  | 14,3  | 6,9  | 0,7   | −1,7 | −1,8   |
| Среднее число солнечных часов в месяц | 16,6 | 32,9 | 72,8 | 105,8 | 109,7 | 98,7  | 169,3 | 175,2 | 102,6 | 46,6 | 35,0  | 18,0 | 983,2  |
| Среднее число дней с осадками         | 10,0 | 8,9  | 11,5 | 13,6  | 6,0   | 16,0  | 11,3  | 11,5  | 12,6  | 15,8 | 11,3  | 10,6 | 149,1  |
| Норма осадков, мм                     | 20,7 | 22,4 | 55,6 | 103,4 | 142,5 | 212,1 | 174,2 | 125,7 | 124,7 | 95,3 | 50,4  | 24,7 | 1151,7 |
| Средняя влажность, %                  | 82   | 78   | 75   | 75    | 76    | 79    | 73    | 70    | 77    | 84   | 83    | 84   | 78     |
| Источник: Гонконгская обсерватория    |      |      |      |       |       |       |       |       |       |      |       |      |        |

## Население

Карта Чунцина, на которой городские районы выделены красным

Официальные границы муниципалитета центрального подчинения задают территорию длиной в 470 км с востока на запад и шириной 450 км с севера на юг, общей площадью в 82 403 км², из которых 1473 км² (1,79 %) занимает урбанизированная зона, а 80 930 км² (98,21 %) приходятся на пригородные и сельские районы. При этом следует учитывать особенности территориального деления, принятые в Китае: в Китае нет официального понятия «населённый пункт», а «муниципалитет центрального подчинения» — это административная единица, такая же как «провинция». Так, к муниципалитету центрального подчинения Чунцин относится 31 район, 8 уездов и 4 автономных уезда. Однако при этом территория Чунцина не представляет собой целиком застроенную домами и дорогами зону. Это больша́я по площади территория, равная площади Австрии.
По данным Департамента статистики Чунцина по итогам 2017 года урбанизированное население муниципалитета составило в сумме 19 706 800 человек, а сельское — 11 044 800 человек. Население городской части Чунцина (на изображении справа) составляет около 8261 тысяч жителей.
По данным переписи населения КНР 2010 года первые пять народностей по численности населения в городе Чунцин были следующие:
| Народность | Население  |
| ---------- | ---------- |
| ханьцы     | 26 909 061 |
| туцзя      | 1 398 707  |
| мяо        | 482 714    |
| хуэй       | 9056       |
| и          | 6336       |

## История
Возник более 3 тыс. лет назад. В древности город являлся столицей царства Ба и носил название Цзянчжоу. Название «Чунцин» («двойное торжество») возникло в 1189 году, когда третий сын императора Сяо-цзуна стал начальником области Гунчжоу, получив титул «князь Гун» (恭王), и в том же году после отречения отца стал императором под именем Гуан-цзун. В честь этого Гунчжоу было поднято в статусе с «области»-чжоу до «управы»-фу; так как Гуан-цзуну в этом году пришлось дважды праздновать повышение в статусе (сначала до князя, а потом до императора), то он повелел переименовать Гунчжоу в Чунцинфу («управа двойного празднования»).
В 1891 году Чунцин стал открытым портом, где была оборудована таможня, наблюдалось процветание в судоходстве, торговле, финансовом деле и перерабатывающей промышленности. Постепенно он стал играть роль узлового пункта, связующего Юго-Запад Китая и верховье Янцзы с внешним миром.
В 1929 году Чунцину официально был придан статус города. В 1937 году сюда из Нанкина незадолго до его оккупации японскими войсками переехали правительственные учреждения Китайской Республики. В период японо-китайской войны в 1937—1945 после оккупации японцами Нанкина Чунцин выполнял роль столицы государства. В 1939 году Чунцину был придан статус города, находящегося в непосредственном подчинении Исполнительного Юаня (правительства Китайской Республики). После того, как в 1946 году гоминьдановское правительство вернулось в Нанкин, Чунцин остался в прямом подчинении у Исполнительного Юаня.
В 1949 году после провозглашения Китайской Народной Республики Чунцин одно время оставался городом центрального подчинения, кроме того, он был местом пребывания Юго-Западного Бюро ЦК КПК и Юго-Западного Военно-Политического Комитета, политическим, хозяйственным и культурным центром Юго-Западного Китая. Лишь в 1954 году, когда в стране была упразднена система административного деления на большие административные регионы, Чунцин стал городом провинциального (Сычуань) подчинения.
С 1997 года Чунцин стал городом центрального подчинения. Власти города предпринимают активные меры по урбанизации региона, за счёт государственных средств ведётся строительство магистралей, создаётся городская инфраструктура на всей территории муниципального образования.

## Административное деление

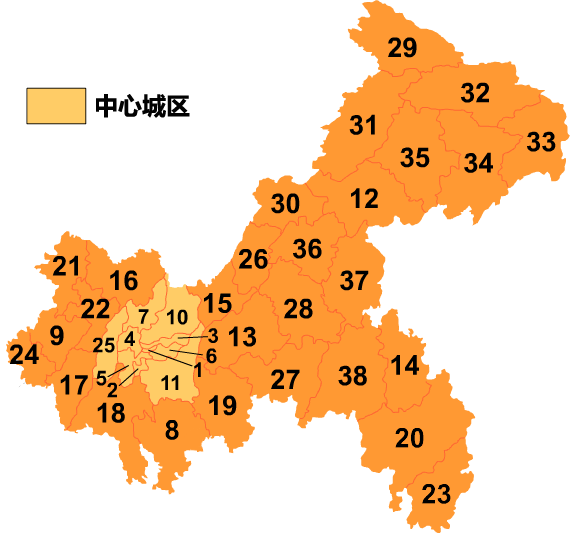
Карта административного деления Чунцина

Чунцин административно подразделяется на 26 районов, 8 уездов и 4 автономных уезда.
| №  | Название  | Иероглифы | Пиньинь      |
| -- | --------- | --------- | ------------ |
| 1  | Юйчжун    | 渝中区    | Yúzhōng qū   |
| 2  | Дадукоу   | 大渡口区  | Dàdùkǒu qū   |
| 3  | Цзянбэй   | 江北区    | Jiāngběi qū  |
| 4  | Шапинба   | 沙坪坝区  | Shāpíngbà qū |
| 5  | Цзюлунпо  | 九龙坡区  | Jiǔlóngpō qū |
| 6  | Наньань   | 南岸区    | Nán'àn qū    |
| 7  | Бэйбэй    | 北碚区    | Běibèi qū    |
| 8  | Цицзян    | 綦江区    | Qíjiāng qū   |
| 9  | Дацзу     | 大足区    | Dàzú qū      |
| 10 | Юйбэй     | 渝北区    | Yúběi qū     |
| 11 | Банань    | 巴南区    | Bānán qū     |
| 12 | Ваньчжоу  | 万州区    | Wànzhōu qū   |
| 13 | Фулин     | 涪陵区    | Fúlíng qū    |
| 14 | Цяньцзян  | 黔江区    | Qiánjiāng qū |
| 15 | Чаншоу    | 长寿区    | Chángshòu qū |
| 16 | Хэчуань   | 合川区    | Héchuān qū   |
| 17 | Юнчуань   | 永川区    | Yǒngchuān qū |
| 18 | Цзянцзинь | 江津区    | Jiāngjīn qū  |
| 19 | Наньчуань | 南川区    | Nánchuān qū  |
| 21 | Туннань   | 潼南区    | Tóngnán qū   |
| 22 | Тунлян    | 铜梁区    | Tóngliáng qū |
| 24 | Жунчан    | 荣昌区    | Róngchāng qū |
| 25 | Бишань    | 璧山区    | Bìshān qū    |
| 27 | Улун      | 武隆区    | Wǔlóng qū    |
| 30 | Лянпин    | 梁平区    | Liángpíng qū |
| 31 | Кайчжоу   | 开州区    | Kāizhōu qū   |

| №  | Название | Иероглифы | Пиньинь        |
| -- | -------- | --------- | -------------- |
| 26 | Дяньцзян | 垫江县    | Diànjiāng xiàn |
| 28 | Фэнду    | 丰都县    | Fēngdū xiàn    |
| 29 | Чэнкоу   | 城口县    | Chéngkǒu xiàn  |
| 32 | Уси      | 巫溪县    | Wūxī xiàn      |
| 33 | Ушань    | 巫山县    | Wūshān xiàn    |
| 34 | Фэнцзе   | 奉节县    | Fèngjié xiàn   |
| 35 | Юньян    | 云阳县    | Yúnyáng xiàn   |
| 36 | Чжунсянь | 忠县      | Zhōng xiàn     |

| №  | Название                             | Иероглифы            | Пиньинь                           |
| -- | ------------------------------------ | -------------------- | --------------------------------- |
| 20 | Юян-Туцзя-Мяоский автономный уезд    | 酉阳土家族苗族自治县 | YǒuYáng Tǔjiāzú Miáozú zìzhìxiàn  |
| 23 | Сюшань-Туцзя-Мяоский автономный уезд | 秀山土家族苗族自治县 | XiùShān Tǔjiāzú Miáozú zìzhìxiàn  |
| 37 | Шичжу-Туцзяский автономный уезд      | 石柱土家族自治县     | Shízhù Tǔjiāzú zìzhìxiàn          |
| 38 | Пэншуй-Мяо-Туцзяский автономный уезд | 彭水苗族土家族自治县 | Péngshuǐ Miáozú Tǔjiāzú zìzhìxiàn |

Структурно к городской территории относятся районы Бэйбэй, Дадукоу, Наньань, Цзюлунпо, Цзянбэй, Шапинба, Юйбэй и Юйчжун.
К сельской территории, включаемой в состав муниципалитета Чунцин, относятся районы Банань, Бишань, Ваньчжоу, Дацзу, Жунчан, Кайчжоу, Лянпин, Наньчуань, Тунлян, Туннань, Улун, Фулин, Хэчуань, Цзянцзинь, Цицзян, Цяньцзян, Чаншоу и Юнчуань, а также все уезды: Дяньцзян, Пэншуй-Мяо-Туцзяский автономный уезд, Сюшань-Туцзя-Мяоский автономный уезд, Уси, Ушань, Фынду, Фынцзе, Чжунсянь, Чэнкоу, Шичжу-Туцзяский автономный уезд, Юньян, Юян-Туцзя-Мяоский автономный уезд. Таким образом, из 38 административных единиц Чунцина 30 относятся к сельским территориям.

## Вооружённые силы
В Чунцине расположены штаб 77-й общевойсковой армии Западного военного округа, Третий военно-медицинский университет, Инженерное училище тыла и Чунцинское училище связи.

## Экономика

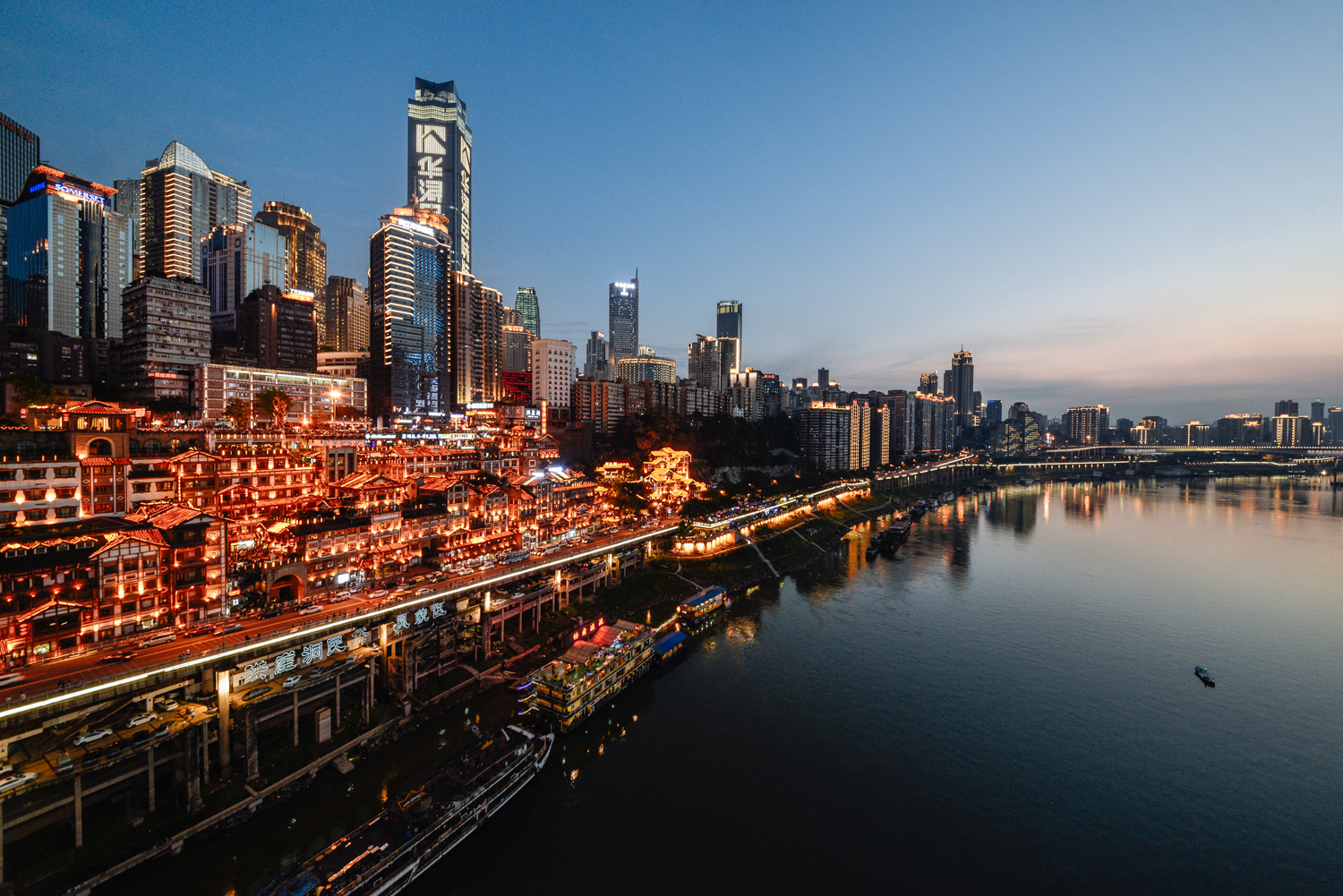
Набережная в деловом районе Цзифанбэй

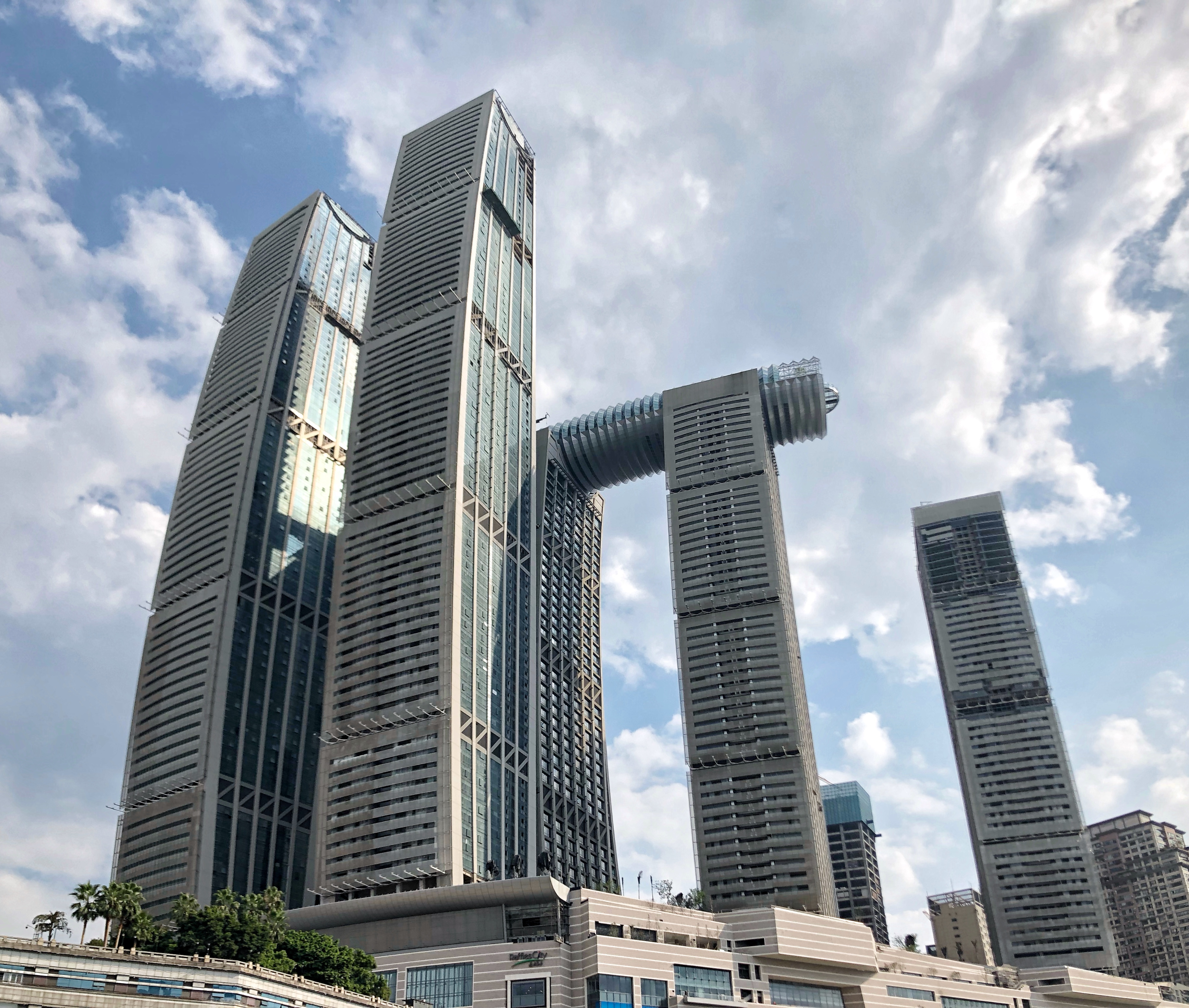
Raffles City Chongqing

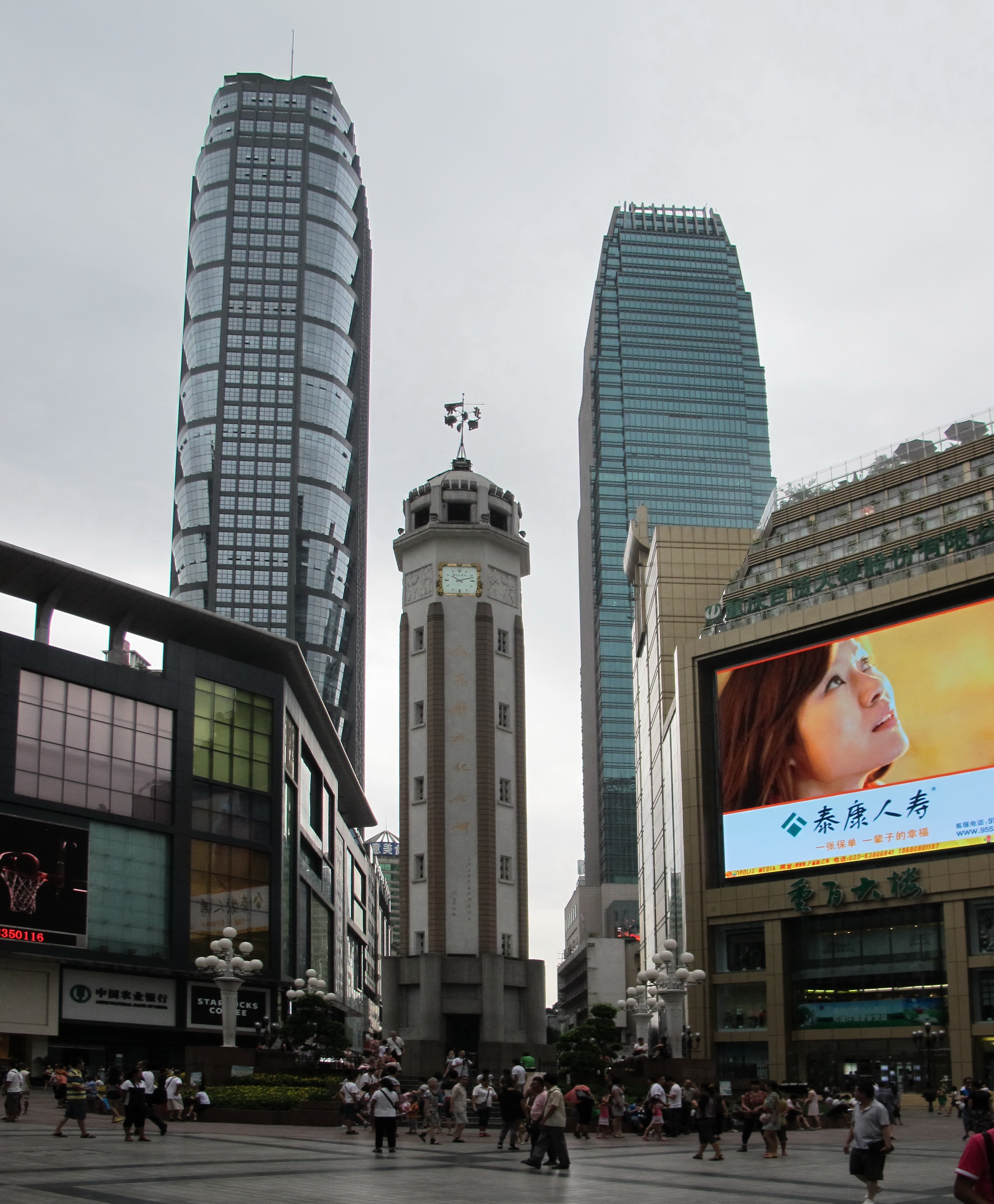
Главный торговый район Чунцина

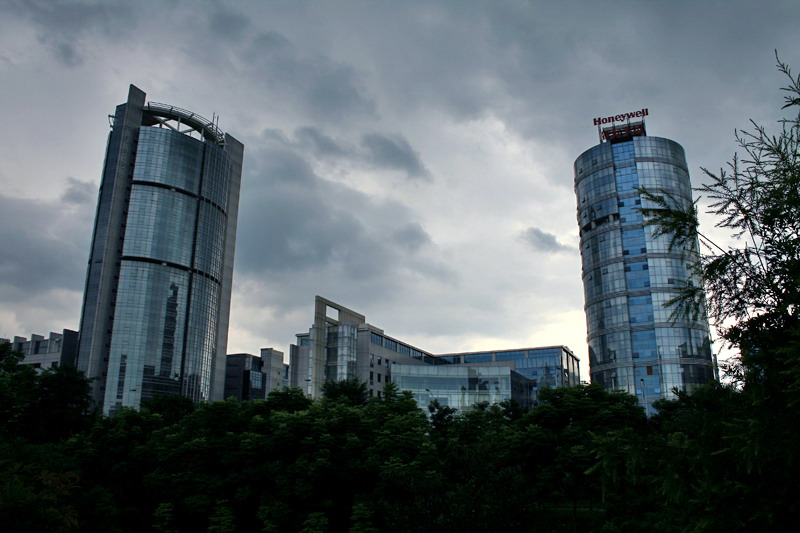
Офис Honeywell

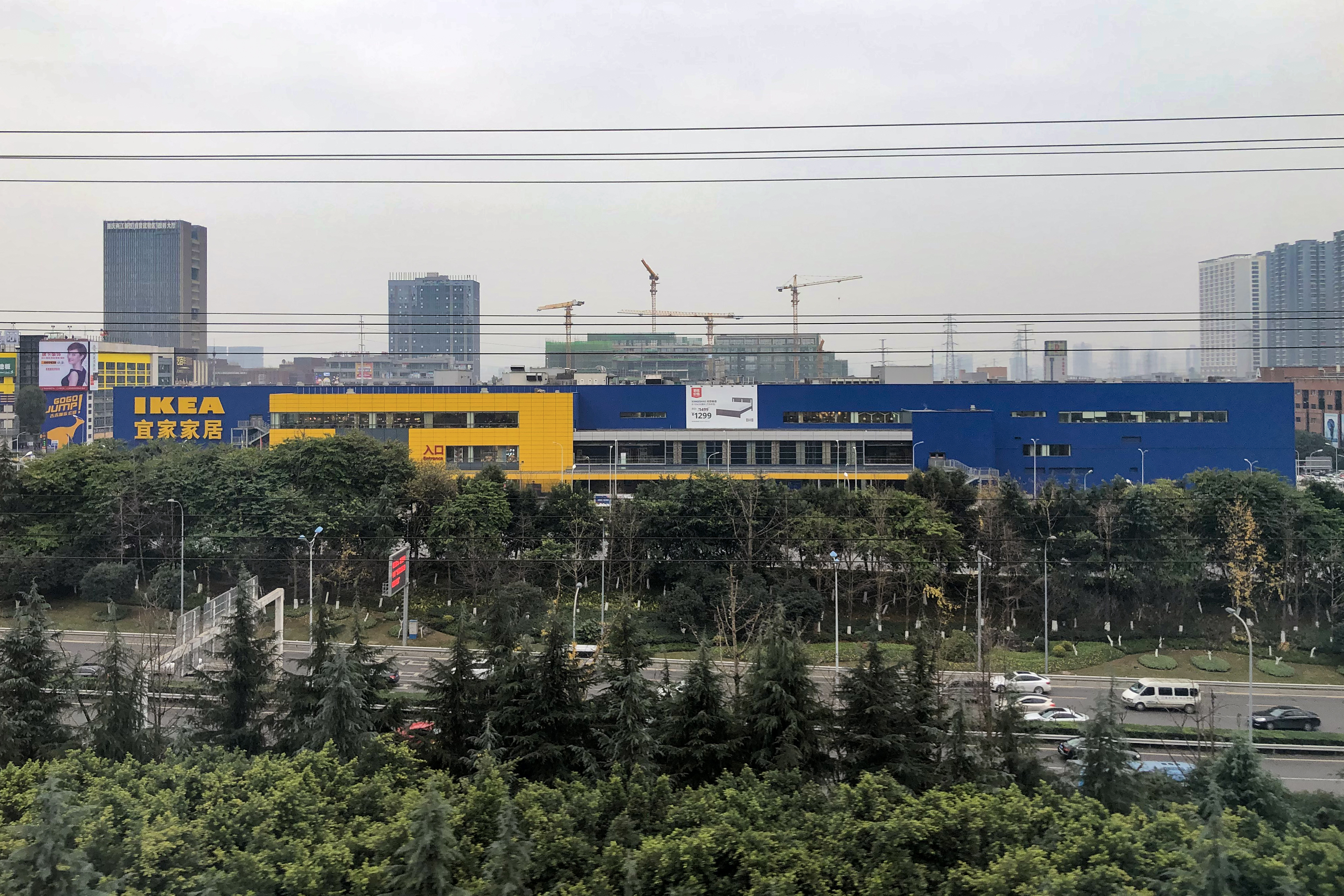
Магазин IKEA

Чунцин — один из крупнейших коммерческих центров Китая. По итогам 2020 года валовой региональный продукт Чунцина достиг 2,5 трлн юаней (около 387 млрд долларов США), увеличившись на 3,9 % по сравнению с 2019 годом, а ВРП на душу населения превысил 10 тыс. долларов США. По итогам 2022 года ВРП города превысил 2,9 трлн юаней (422 млрд долл. США).
В 2023 году ВВП Чунцина вырос на 6,1 % в годовом исчислении и превысил 3,01 трлн юаней (Чунцин стал четвёртым городом в стране, достигшим этого показателя). Общий объём розничных продаж потребительских товаров достиг 1,51 трлн юаней (+8,6 %).
Город входит в состав экономического кольца Чэнду — Чунцин. Кольцо охватывает территорию площадью около 185 тыс. км² (1,9 % от общей площади территории страны). В 2019 году численность населения региона составляла около 96 млн человек (6,9 % от общей численности населения Китая), а ВВП — почти 6,3 трлн юаней (около 983,3 млрд долларов США — 6,3 % от ВВП страны).
Основные отрасли экономики — производство автомобилей, мотоциклов, комплектующих, электроники, металлов и химической продукции, транспорт и логистика, розничная и оптовая торговля, финансовые услуги, информационные технологии и цифровые услуги, туризм.   

### Промышленность

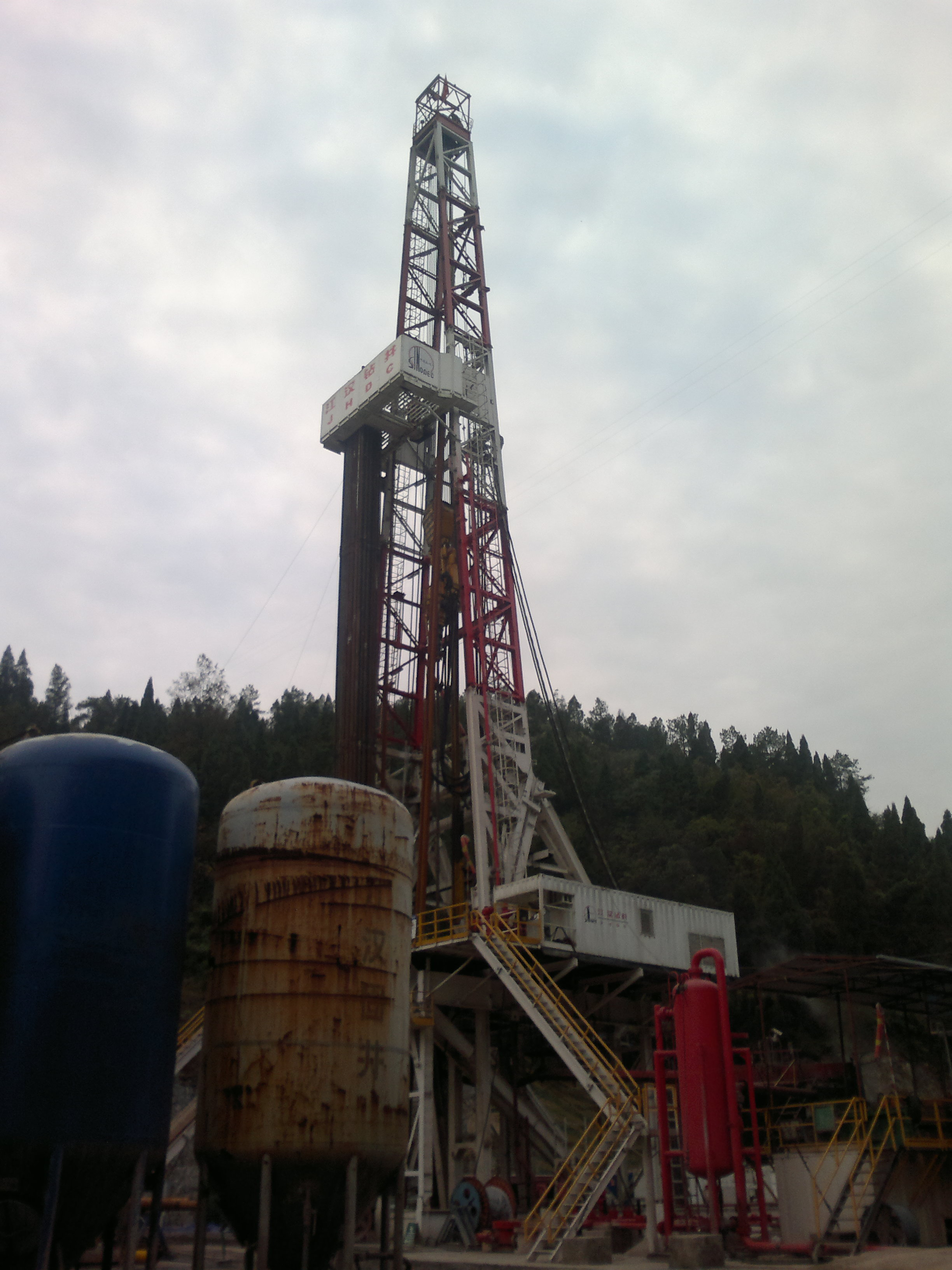
Добыча газа в районе Фулин

Ведущее место в экономике города занимает промышленность. Крупнейшими отраслями промышленности являются химическая, машиностроительная, электронная и металлургическая, в том числе производство электромобилей, аккумуляторов, интегральных схем, биофармацевтических препаратов, медицинского оборудования и авиаракетной техники. 
Автопром
Чунцин наряду с городами Шанхай и Чанчунь является крупнейшим центром по производству автомобилей в Китае. В городе расположено около 20 автосборочных заводов, более 400 заводов по производству автомобильных деталей и несколько мотоциклетных заводов, в том числе:
- Changan Automobile Group (подразделение China South Industries Group по выпуску легковых автомобилей и микроавтобусов);
- Changan Ford Automobile (совместное предприятие Changan Automobile и Ford по выпуску легковых автомобилей);
- Lifan Industry Group (выпускает легковые автомобили, грузовики, микроавтобусы, мотоциклы и скутеры);
- Shineray Group (выпускает минивэны, микроавтобусы, лёгкие грузовики и мотоциклы);
- BAIC Ruixiang[англ.] (совместное предприятие BAIC Group и Yinxiang Group по выпуску легковых автомобилей под маркой Ruixiang);
- Chongqing Tiema Industries Corporation[англ.] (подразделение Norinco по выпуску бронетранспортёров);
- Qingling Motors[англ.] (выпускает лёгкие грузовики, пикапы и внедорожники);
- DFSK Motor (совместное предприятие Dongfeng Motor Corporation и Sokon Industry Group по выпуску лёгких грузовиков, минивэнов и микроавтобусов);
- Loncin Motor (выпускает мотоциклы и скутеры);
- Zongshen Industrial Group (выпускает мотоциклы и скутеры);
- Yinxiang Motorcycle (выпускает мотоциклы и скутеры);
- China Jialing Industrial (выпускает мотоциклы и скутеры);
- Chongqing Haojue Industrial (выпускает мотоциклы и скутеры);
- Yadea Group Holdings (выпускает электрические велосипеды, мотоциклы и скутеры).
- Gaokin Industry[англ.] (выпускает мотоциклы и снегоходы).

Годовые мощности Чунцина — около 500 тыс. автомобилей и 3 млн мотоциклов. По состоянию на 2023 год в Чунцине базировалось 16 производителей электромобилей с годовой мощностью более 400 тыс. автомобилей. 
Другие отрасли
В Чунцине расположены заводы полупроводников SK Hynix и Wandai. В 2009 году компания HP открыла в городе крупную фабрику по сборке ноутбуков; вслед за ней пришли Lenovo, Asus, Foxconn и другие техногиганты. В 2024 году объем производства интегральных схем в Чунцине вырос на 9,3 % до 45,5 млрд юаней. По мощности производства силовых полупроводников город вошел в первую тройку страны.
В городе Чунцин расположены три крупных металлургических предприятия: алюминиевый завод Southwest Aluminum, сталеплавильный завод Chongqing Iron and Steel Company и завод Чунцинской компании специальных сталей. В городе добывают сланцевый газ (месторождение компании Sinopec в районе Фулин), производят различную химическую продукцию, включая древесный спирт, масляный лак, титановые белила и другие. Здесь расположено несколько крупных фармацевтических компаний, в том числе Chongqing Zhifei Biological Products и Chongqing Pharmaceutical Group. 
Кроме того, в Чунцине работают ракетный завод 7-го НПО компании China Aerospace Science and Technology Corporation, ракетный завод компании OneSpace, вертолётный завод компании Chongqing Helicopter, завод водородных двигателей и силовых модулей Bosch Hydrogen Powertrain Systems, завод кондиционеров компании Gree, завод медицинского оборудования компании Haifu Technology.

### Строительство и недвижимость
Ежегодно в Чунцине возводится большой объём офисной, торговой и жилой недвижимости. В городе находится несколько крупнейших небоскрёбов Китая, в том числе Раффлз-Сити, Чунцинский всемирный финансовый центр и Башня IFS.

### Телекоммуникации
По состоянию на конец 2021 года количество сданных в эксплуатацию базовых станций 5G в городе Чунцин превысило 70 тыс., что позволило расширить применение технологии 5G в промышленности, логистике и энергетике. В июне 2022 года в Чунцине насчитывалось 73 тыс. базовых станций 5G.

### Цифровые технологии
В Чунцине построено несколько индустриальных парков цифровой экономики. Компания Dawa Future Imaging Technology развивает технологии искусственного интеллекта, виртуальной реальности и метавселенной.

### Сельское хозяйство
Жители деревень выращивают рис, чай, мандарины, табак и лекарственные растения, а также разводят свиней.

### Зонирование
В Чунцине расположено несколько больших зон развития, промышленных и технологических парков.
- Пилотная зона свободной торговли основана в 2017 году, на начало 2021 года в ней было зарегистрировано свыше 50 тыс. предприятий. Основные сферы деятельности — транспорт, логистика, программное обеспечение, информационные технологии, техническое обслуживание. В ЗСТ сосредоточена четверть всех импортёров и экспортёров Чунцина, на долю которых приходится около 70 % внешнеторгового оборота и более 40 % прямых иностранных инвестиций города[26].

### Внешняя торговля
С 2017 года Чунцин является важным узлом торгово-логистического коридора между Западным Китаем и Сингапуром. Товары из внутренних провинций сортируются в Чунцине, затем железнодорожным, автомобильным и речным транспортом доставляются в порты Гуанси, откуда морским транспортом развозятся по всему миру. По итогам 2021 года через этот коридор было перевезено 112 тыс. контейнеров на общую сумму 18,7 млрд юаней.
По итогам первых восьми месяцев 2021 года объём внешней торговли города Чунцин вырос на 29,4 % в годовом исчислении до 507,68 млрд юаней (порядка 78,53 млрд долл. США). В частности, экспорт увеличился на 28,9 % до 320,08 млрд юаней, а импорт составил 187,6 млрд юаней (+ 30,1 %). В первую тройку крупнейших торговых партнёров Чунцина вошли АСЕАН (80,43 млрд юаней), ЕС (80,24 млрд юаней) и США (75,2 млрд юаней). Основные статьи экспорта Чунцина — ноутбуки, интегральные схемы и планшеты.
По итогам 2022 года внешняя торговля Чунцина составила 815,84 млрд юаней, что на 2 % больше, чем в 2021 году.

### Иностранные инвестиции
Чунцин является крупным получателем инвестиций из Сингапура. Китайско-сингапурский демонстрационный проект по стратегической взаимосвязанности был запущен в 2015 году. Государственная инвестиционная компания Temasek Holdings и частные сингапурские инвесторы вкладывают средства в такие отрасли экономики Чунцина, как финансовые услуги, недвижимость, воздушные перевозки, логистика, информационно-коммуникационные технологии, медицинские услуги, туризм, подготовка кадров.

### Благосостояние
В Чунцине минимальная заработная плата устанавливается разного уровня, в зависимости от уровня развития его районов и стоимости жизни. В Чунцине существует два уровня минимальной заработной платы. С 1 января 2019 года минимальный размер оплаты труда в Чунцине составляет по районам: А — 1800 юаней в месяц или 18 юаней в час, B — 1700 юаней в месяц или 17 юаней в час.

## Транспорт

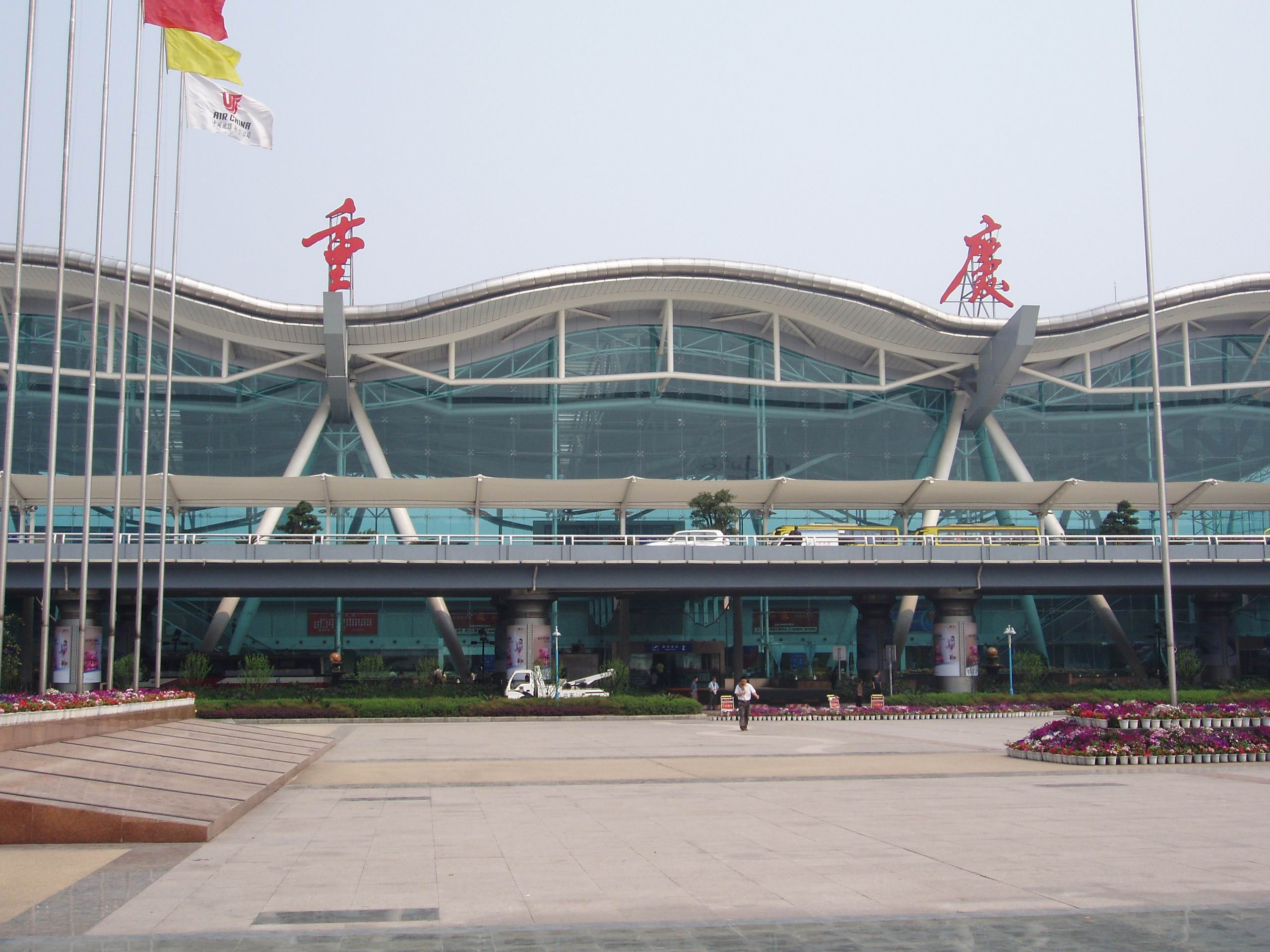
Международный аэропорт Чунцин Цзянбэй

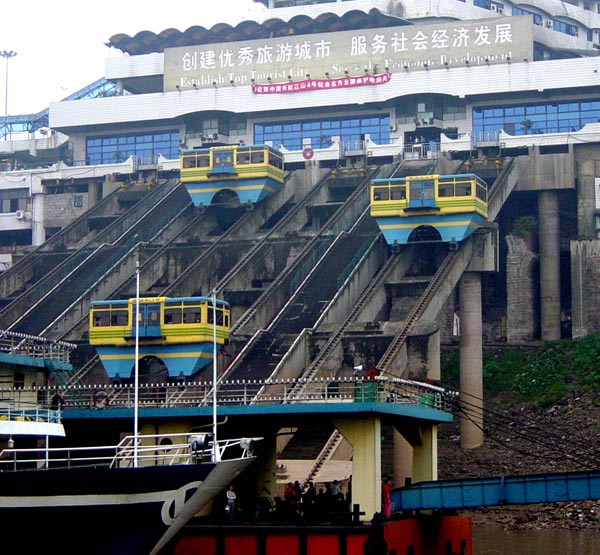
Речной порт Чунцина

Чунцин имеет более 25 мостов через реку Янцзы, одним из них является длиннейший в мире арочный мост Чаотяньмэнь, построенный в 2009 году. Строится автомобильно-железнодорожный мост Гоцзято. 

### Авиационный
В городе функционирует гражданский аэропорт первой государственной категории, обслуживающий более 50 международных и внутренних рейсов. Строятся два новых аэропорта.
Важное значение имеют грузовые авиарейсы, связывающие Чунцин с Европой и Индией.

### Железнодорожный
Функционируют три железнодорожные магистрали: Чэнду—Чунцин, Хунань—Чунцин и Сычуань—Гуйчжоу, а также 5 веток, общая протяжённость путей — 537 км.
Железнодорожный маршрут Чунцин — Синьцзян — Европа, который является первым из маршрутов грузоперевозок Китай — Европа, был введён в эксплуатацию в марте 2011 года. По итогам 2020 года число отправлений грузовых поездов между Чунцином и Европой достигло 2603, что на 72 % больше, чем в 2019 году. Поезда перевезли товаров на общую сумму более 90 млрд юаней (около 14 млрд долл. США), что на 65 % больше, чем в 2019 году. В июне 2022 года из Чунцина отправился 10-тысячный поезд Китай — Европа. Оператором железнодорожных грузоперевозок является компания Yuxinou Logistics (совместное предприятие China Railways International Multimodal Transport Company, Kazakhstan Temir Zholy, RZD Logistika и DB Schenker). 
В первой половине 2021 года по маршруту Чунцин — Европа отправилось 1359 грузовых поездов (+ 50 % в годовом исчислении).
В Чунцине товары из Восточного Китая распределяются по контейнерам и отправляются в Европу. Товары из Европы также обрабатываются в Чунцине и затем отправляются в западные и южные провинции Китая. Важное значение имеет транзит грузов из Чунцина в Лаос, Вьетнам и через порты Гуанси-Чжуанского автономного района в Сингапур, а также грузоперевозки в Центральную Азию. Растут поставки фруктов из Юго-Восточной Азии в Чунцин.

### Метрополитен
С 6 ноября 2004 года в городе действует метрополитен. По состоянию на 2019 год он состоял из двух монорельсовых линий и шести обычных линий общей длиной 213 км, со 182 станциями. В январе 2022 года была сдана в пробную эксплуатацию первая очередь 9-й линии метро, а общая протяжённость Чунцинского метрополитена превысила 400 км. 
Также в январе 2022 году на 5-й линии, открытой 28 декабря 2017 года, была введена в эксплуатацию станция «Хунъяньцунь», побившая мировой рекорд по глубине заложения — более 116 м.

### Автомобильный
Проложены пять государственных автомагистралей и 17 автодорог провинциального значения общей протяжённостью 27,2 тыс. км.
Чунцин является важным хабом грузовых автоперевозок: из города проложены регулярные маршруты в Казахстан, Узбекистан, Кыргызстан, Вьетнам, Лаос и Мьянму. Из Чунцина везут комплектующие для автомобилей и мотоциклов, легковые автомобили, ноутбуки, фрукты, а из Юго-Восточной Азии — древесину и зерно.

### Водный
На Янцзы построены несколько десятков портов и пассажирских и грузовых причалов, развёртываются операции «река-море» через Шанхай с выходом за рубеж, до конца года действует навигация для судов водоизмещением 1 тыс. тонн. Протяжённость навигационных речных линий превысила 4 тыс. км, после завершения строительства гидроузла «Три ущелья» судa водоизмещением 10 тыс. тонн смогут заходить в Чунцин.

## Достопримечательности

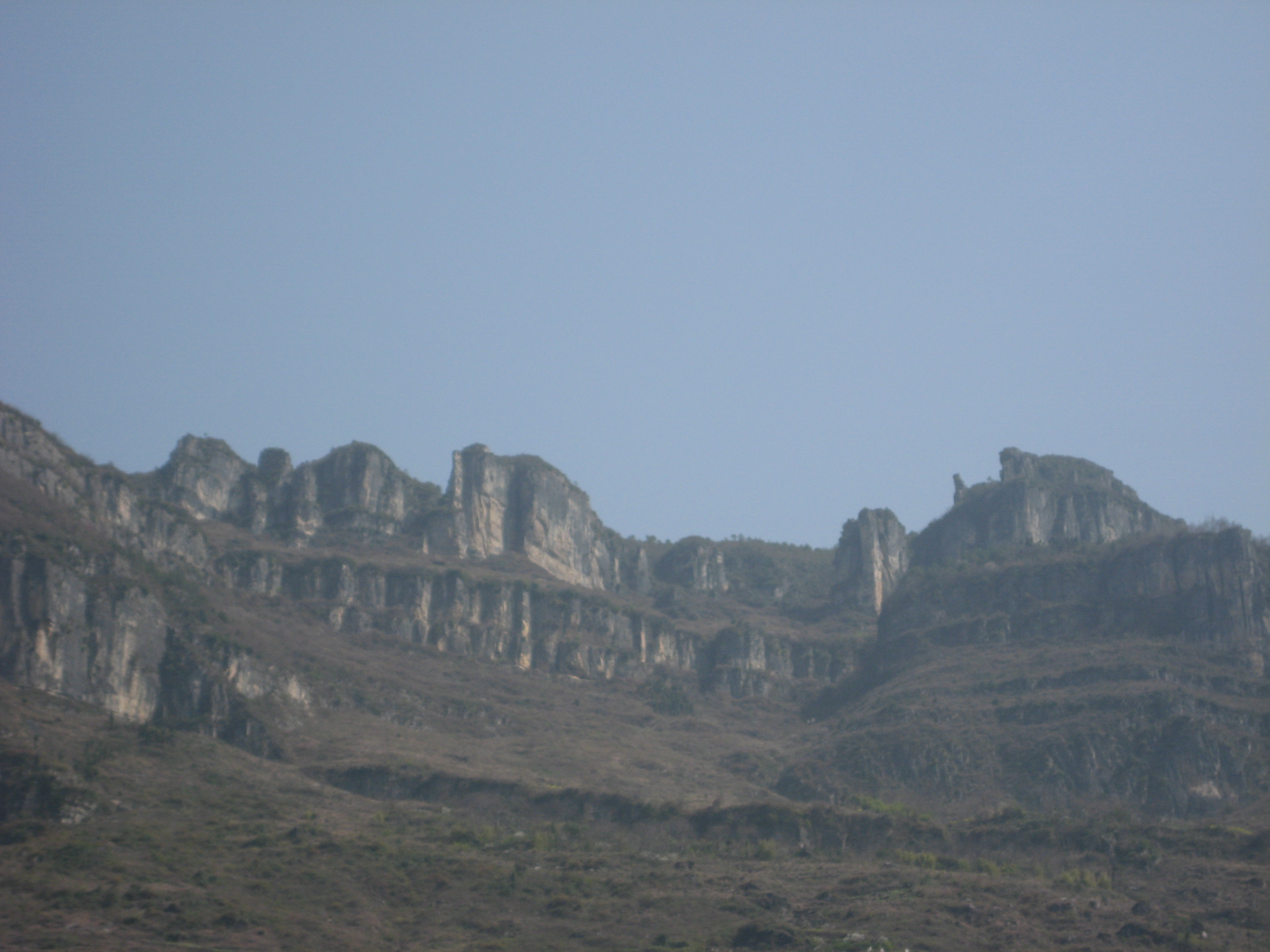
Гора Ушань

Чунцин известен как «град в горах», центральная часть городского района, расположенная между руслами рек Янцзы и Цзялинцзян, имеет холмистый рельеф, дома здесь лепятся по горным отрогам, улицы круто спускаются к берегу. Среди достопримечательностей:
- музей «Хунъяньцунь»,
- мемориальный комплекс «Гэлэшань», где похоронены жертвы гоминьдановских концлагерей «Чжацзыдун» и «Байгунгуан»,
- бывшая резиденция Чан Кайши,
- резиденция Чжан Чжичжуна «Гуйюань»,
- резиденция Кун Сянси «Кунъюань»,
- ботанический сад «Наньшань»[66],
- памятники эпохи, когда Чунцин был «второй столицей».

Большую художественную ценность являют собой наскальные барельефы Дацзу — великолепный образец пещерно-храмового искусства. Крепость Дяоюйчэн в Хэчуане, называемая европейцами «Восточной Меккой», — одна из трёх крупнейших цитаделей по сопротивлению чужеземному нашествию в военной истории древнего Китая. Можно прибавить к этому перечню наскальные письмена в Фэнду («Чёртовом городе»), резную живопись на каменном пороге Янцзы в Фулине, «небесную лестницу» в уезде Шичжу, архитектурно-пейзажный ансамбль крепости Шибаочжай в уезде Чжунсянь, Кумирню Чжан Фэя в Юньяне, буддийский монастырь Шуангуйтан в уезде Лянпин, усадьбу Байдичэн, где известный правитель Шу — Лю Бэй перед смертью поручил Чжугэ Ляну взять заботу о своём сыне, грот поэта Лу Юя в горе Ушань, наконец, висячие гробы на отвесных отрогах.

## Образование
- Сычуаньский университет иностранных языков, созданный в мае 1950 года как Училище русского языка Юго-Западного Военного университета Народно-освободительной армии Китая (НОАК). В университете преподаются иностранные языки, иностранная и мировая литература, а также юриспруденция, журналистика, маркетинг и туристический менеджмент[67].

## Наука

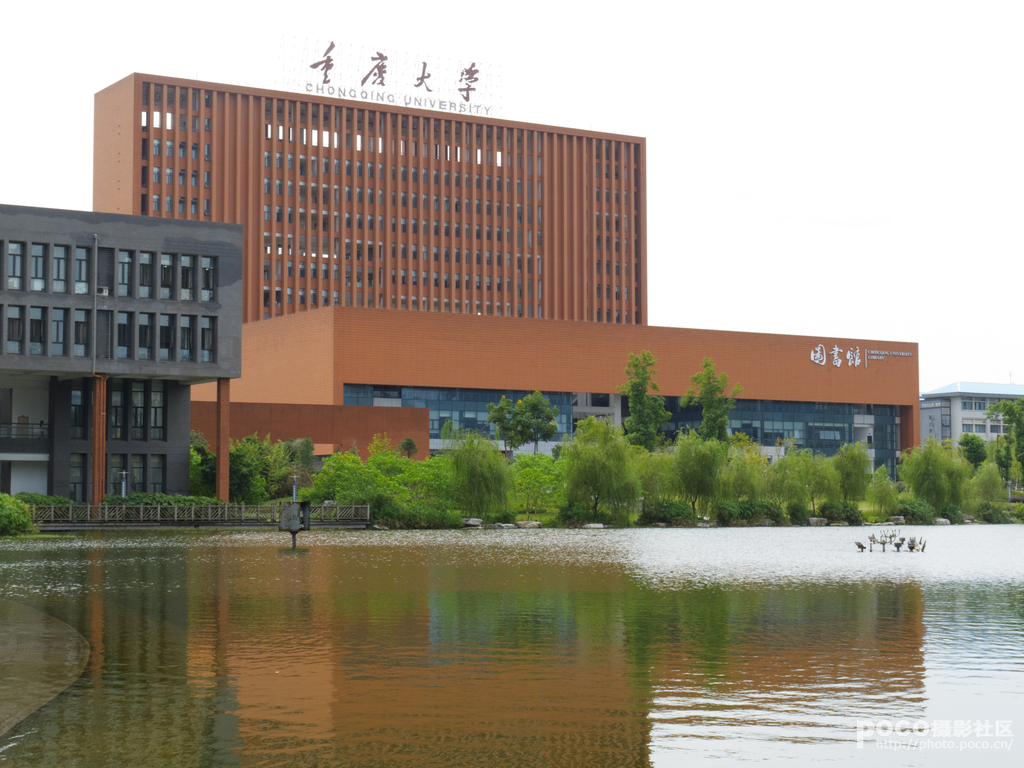
Чунцинский университет

Ведущими научно-исследовательскими учреждениями Чунцина являются Чунцинский университет, Армейский медицинский университет, Юго-западный университет, Чунцинский медицинский университет, Чунцинский университет образования, Чунцинский университет почты и телекоммуникаций, Национальный центр контроля и тестирования качества водородной энергии.

## Здравоохранение
Ведущими лечебными и научно-исследовательскими учреждениями Чунцина являются Первая, Вторая и Третья аффилированные больницы Армейского медицинского университета, Первая и Вторая аффилированные больницы Чунцинского медицинского университета.

## Радио и телевидение
В городе и уездах работают 43 радиостанции и 7 телеканалов, есть также 41 кабельный телеканал. Охват населения радио- и телесигналом — 85 % и 75 % соответственно.

### Карты
- - City centre map
  - District map Архивная копия от 28 февраля 2004 на Wayback Machine / Version 2 (кит.). Архивировано из оригинала 15 февраля 2006 года.
  - Large map of Chongqing region. Архивировано из оригинала 20 ноября 2005 года.

### Облик города
- - Фотографии Чунцина
  -  Экскурсия по Чунцину // 20.07.2022